# 태양계 요새
《태양계 요새》(원제: Festung Sonnensystem)는 에리히 돌레찰의 과학 소설로, 우주에서 실종된 동료들을 찾으러 간 우주 비행사들의 모험 이야기이다. 아동 문화사에서 《우주 순찰정 X호》라는 제목으로도 나왔다..